# Иккырашан
Иккырашан — река в России и Казахстане, протекает по Оренбургской и Актюбинской областям. Устье реки находится в 74 км по левому берегу реки Малая Хобда. Длина реки составляет 22 км.

## Данные водного реестра
По данным государственного водного реестра России относится к Уральскому бассейновому округу, водохозяйственный участок реки — Илек. Речной бассейн реки — Урал (российская часть бассейна).
Код объекта в государственном водном реестре — 12010000912112200009175.